# División Río Central
La división Río Central (en inglés: Central River) es la mayor de las cinco divisiones administrativas de Gambia. Su capital es Janjanbureh (antiguamente Georgetown), en la Isla MacCarthy. La mayor población es Bansang, con una población de 8500 habitantes.

## Distritos
La división de Río Central cuenta con una subdivisión interna compuesta de diez distritos :
- Fulladu West
- Janjanbureh
- Lower Saloum
- Niamina Dankunku
- Niamina East
- Niamina West
- Niani
- Nianija
- Sami
- Upper Saloum

## Demografía
Con sus 2895 km² la división de Central River alberga a una población humana compuesta por 197.245 habitantes (según cifras del censo llevado a cabo en el año 2008). Su densidad poblacional es de 68 personas por cada kilómetro cuadrado de la división de Centeral River.